# Сесто ед Унити
Сѐсто ед Унѝти (на италиански: Sesto ed Uniti, на местен диалект: Sèst, Сест) е община в Северна Италия, провинция Кремона, регион Ломбардия. Административен център на общината е село Сесто Кремонезе (Sesto Cremonese), което е разположено на 52 m надморска височина. Населението на общината е 3213 души (към 2016 г.).